# Diestecostoma mexicana
Diestecostoma mexicana är en ringmaskart som först beskrevs av Baird 1869.  Diestecostoma mexicana ingår i släktet Diestecostoma och familjen Haemadipsidae. Inga underarter finns listade i Catalogue of Life.